# VF Group Bardiani-CSF Faizanè
VF Group Bardiani-CSF Faizanè (código UCI: VBF) es un equipo ciclista profesional italiano de categoría UCI ProTeam. Participa en las divisiones de ciclismo de ruta UCI ProSeries, y los Circuitos Continentales UCI, corriendo asimismo en aquellas carreras del circuito UCI WorldTour a las que es invitado.

## Historia

### 2004

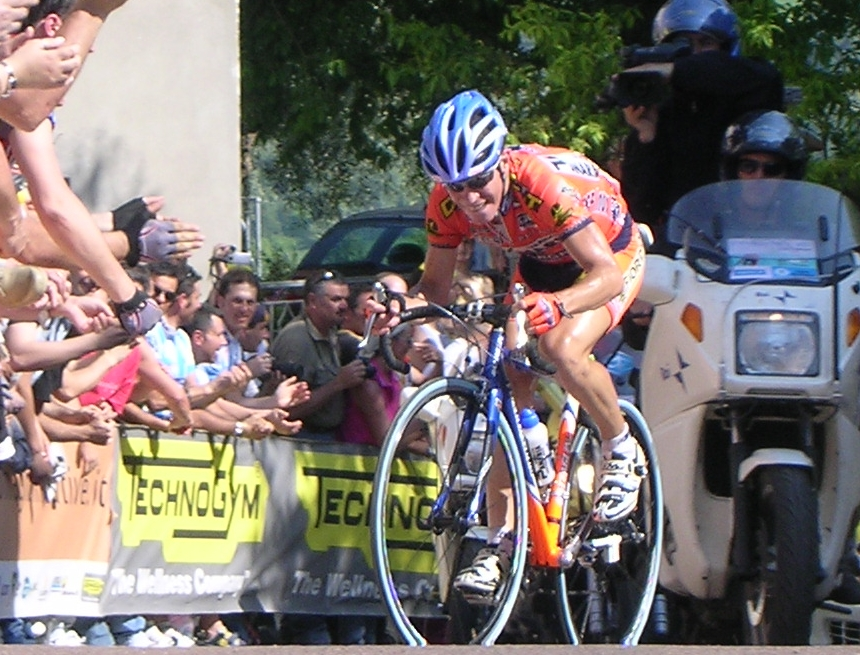
Emanuele Sella, en el Giro 2004.

Emanuele Sella ganó una etapa en el Giro de Italia (en la jornada con meta en Cesena), el mejor clasificado del equipo en la general final al terminar 12.º. La formación terminó sexta en la clasificación por equipos.

### 2005

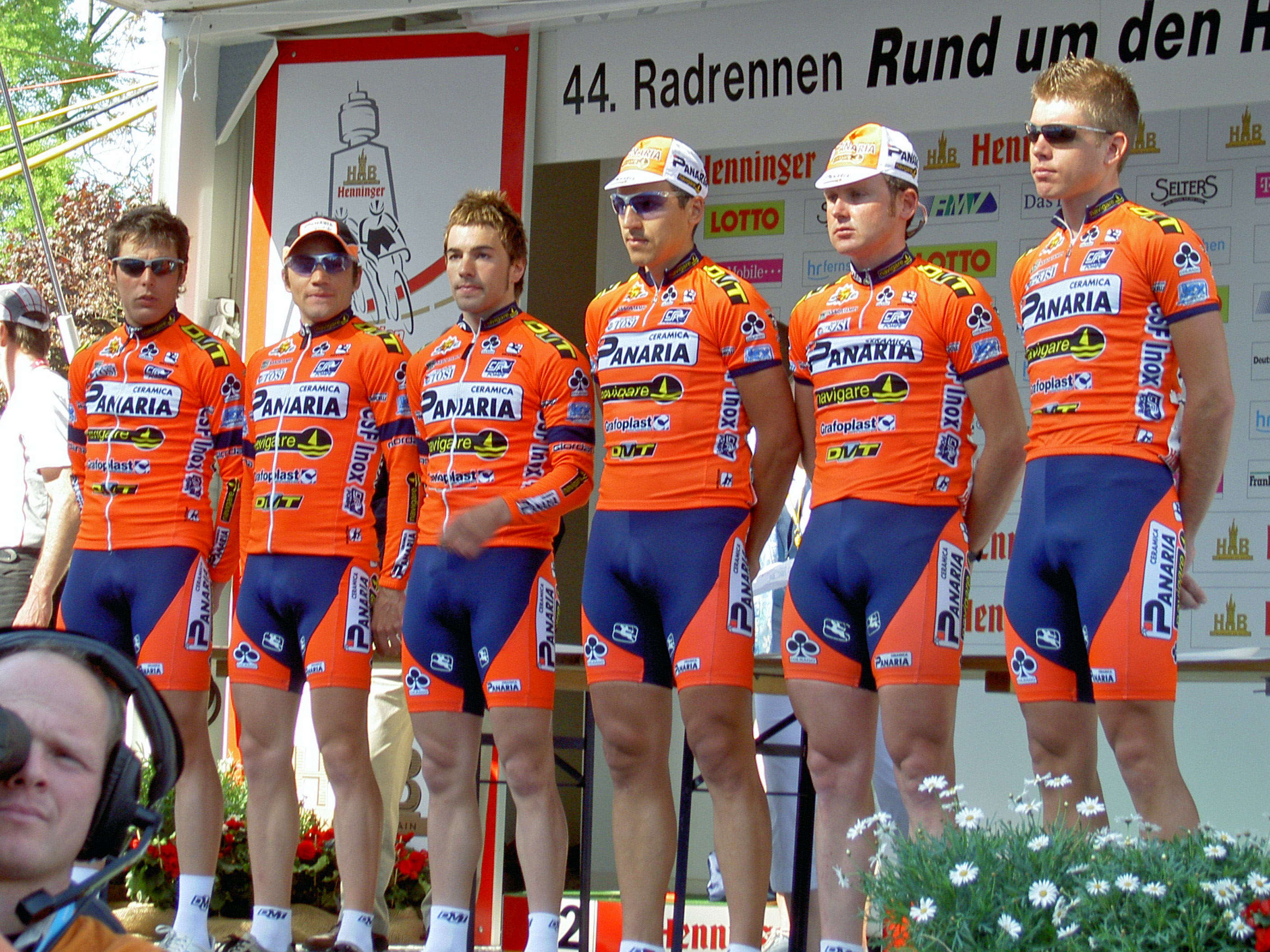
Ceramica Panaria, en 2005.

Luca Mazzanti ganó una etapa en el Giro de Italia, mientras que Emanuele Sella fue décimo en la general. La formación terminó séptima en la clasificación por equipos de la ronda italiana.

### 2006
En el Giro de Italia 2006 consiguió una victoria de etapa por medio de Luis Felipe Laverde. Consiguió buenos puestos en diversas etapas con Emanuele Sella, Maximiliano Richeze y Luca Mazzanti. El equipo recibió el premio al fair play en la ronda italiana.

### 2007

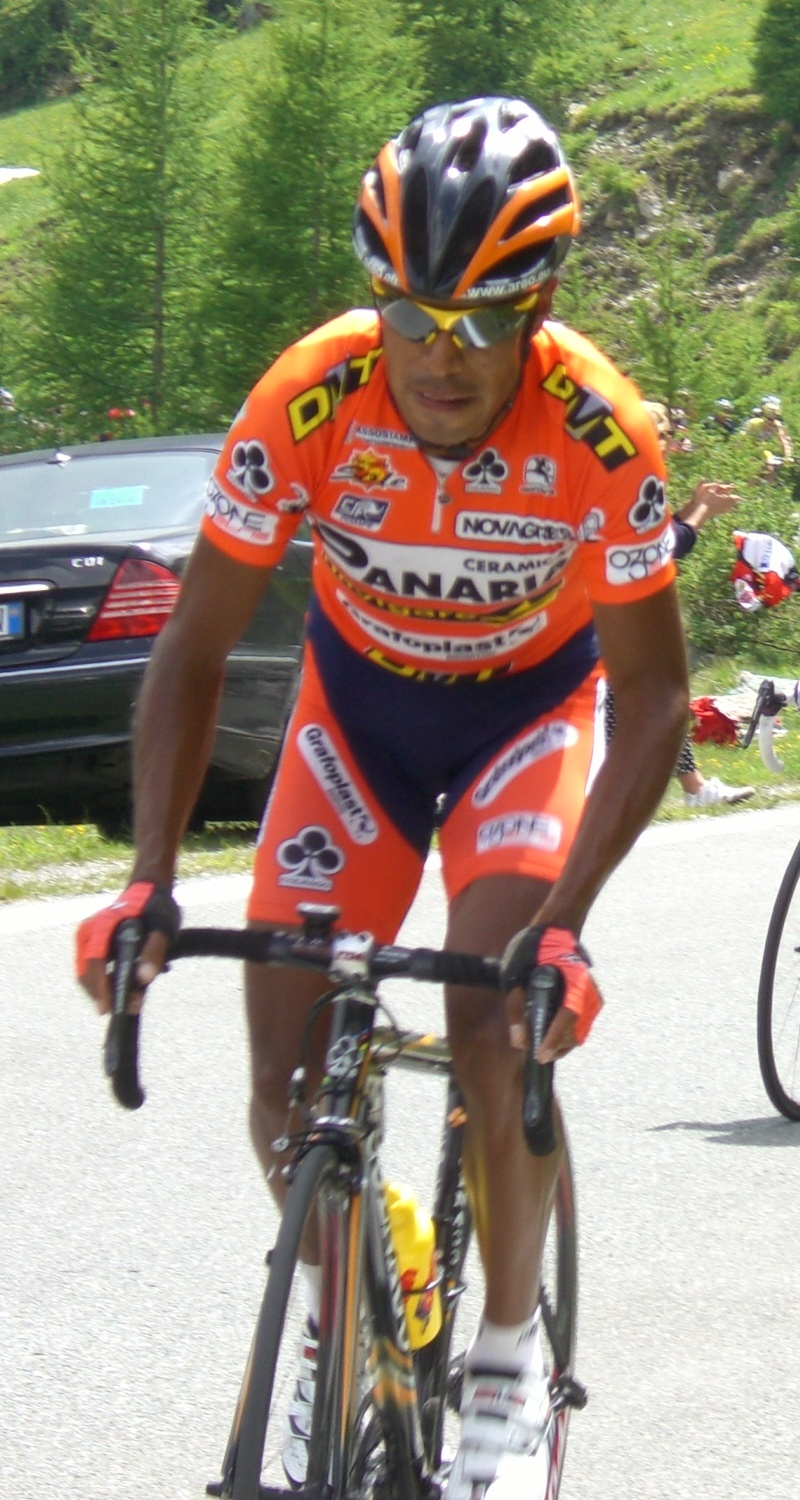
Pérez Cuapio, en el Giro de Italia 2007.

En el Giro de Italia 2007 consiguió una victoria de etapa por medio de Luis Felipe Laverde. Consiguió buenos puestos en diversos esprints con Maximiliano Richeze. Poco después Alessandro Petacchi (quien se había impuesto a Richeze en tres esprints) fue descalificado por dopaje, por lo que Richeze fue declarado vencedor de tres etapas, elevando a cuatro el total de victorias de etapa del equipo en esa edición de la ronda italiana.
Al final de la temporada, el patrocinador principal Cerámica Panaria decidió no continuar con su patrocinio del equipo, poniendo punto final a la época del maillot naranja y culote azul, una equipación muy parecida a la del Euskaltel-Euskadi.

### 2008
Como consecuencia del cambio de patrocinadores, el equipo pasó a llamarse CSF Group-Navigare, con un maillot y culote que combinaban los colores verde y naranja.
En el Giro de Italia 2008 la escuadra tuvo un gran rendimiento, sobre todo con Emanuele Sella, quien ganó la clasificación de la montaña y las tres etapas de alta montaña, terminando asimismo sexto en la general. Matteo Priamo ganó una etapa y Domenico Pozzovivo y Fortunato Baliani fueron noveno y decimosegundo respectivamente en la clasificación general. En medio del Giro, Bruno Reverberi se quejó de los a su juicio excesivos controles antidopaje a los que estaban obligados a someterse los ciclistas durante la ronda italiana, lo cual le valió algunas críticas puesto que al ser un equipo Continental su formación no estaba sometida a los constantes controles a los que son sometidos los equipos del UCI ProTour fuera de competición.
En un control antidopaje realizado poco después de finalizar el Giro, Sella dio positivo por CERA. Este caso de dopaje en la principal estrella de la formación provocó serias dudas sobre los éxitos logrados en los últimos meses (incluido el Giro), acentuadas cuando durante el juicio ante el CONI el propio Sella, además de confesar su dopaje, señaló a su compañero de equipo Matteo Priamo como la persona que le facilitó las sustancias dopantes. El CONI sancionó a Sella con un año de suspensión, al serle rebajada la sanción habitual de dos años por su colaboración.
La fiscalía antidopaje del CONI solicitó una sanción de cuatro años de suspensión para Priamo, aunque fue absuelto por el TNA del CONI al no concordar las fechas de las acusaciones contra él. La fiscalía del CONI recurrió dicha absolución ante el TAS, que atendió la petición y decretó una sanción de cuatro años para Priamo.

### 2009
En 2009 el equipo estuvo integrado en el programa de pasaporte biológico de la UCI, pero no obtuvo una Wild Card, por lo que no podía asistir a las carreras ProTour.
Como consecuencia de los escándalos de dopaje de 2008, el equipo no fue invitado por la empresa organizadora RCS a participar en el Giro de Italia 2009.

### 2010
En 2010 el equipo, además de seguir en el programa de pasaporte biológico, recibió una Wild Card, por lo que podía asistir a aquellas ProTour a las que fuera invitado.

## Corredor mejor clasificado en las Grandes Vueltas
| Año  | Giro de Italia                  | Tour de Francia      | Vuelta a España        |
| ---- | ------------------------------- | -------------------- | ---------------------- |
| 1982 | 27.º Erminio Rizzi              | -                    | -                      |
| 1983 | 27.º Sven-Åke Nilsson           | -                    | -                      |
| 1984 | 35.º Sven-Åke Nilsson           | -                    | -                      |
| 1985 | 13.º Lucien van Impe            | 27.º Lucien van Impe | -                      |
| 1986 | 15.º Jesper Worre               | -                    | -                      |
| 1987 | 15.º Roberto Conti              | -                    | -                      |
| 1988 | 33.º Roberto Conti              | -                    | -                      |
| 1989 | 12.º Roberto Conti              | -                    | -                      |
| 1990 | 37.º Massimo Podenzana          | -                    | -                      |
| 1991 | 24.º Michele Moro               | -                    | -                      |
| 1992 | 59.º Fabrizio Settembrini       | -                    | -                      |
| 1993 | 53.º Massimo Podenzana          | -                    | 74.º Massimo Podenzana |
| 1994 | 7.º Massimo Podenzana           | -                    | 28.º Massimo Podenzana |
| 1995 | 31.º Giuseppe Guerini           | -                    | -                      |
| 1996 | 39.º Amilcare Tronca            | -                    | 25.º Massimo Apollonio |
| 1997 | 83.º Massimo Apollonio          | -                    | 61.º Amilcare Tronca   |
| 1998 | 24.º Francesco Secchiari        | -                    | -                      |
| 1999 | 6.º Niklas Axelsson             | -                    | -                      |
| 2000 | 38.º Vladimir Duma              | -                    | -                      |
| 2001 | 10.º Giuliano Figueras          | -                    | 29.º Giuliano Figueras |
| 2002 | 19.º Julio Alberto Pérez Cuapio | -                    | -                      |
| 2003 | 20.º Paolo Lanfranchi           | -                    | -                      |
| 2004 | 12.º Emanuele Sella             | -                    | -                      |
| 2005 | 10.º Emanuele Sella             | -                    | -                      |
| 2006 | 20.º Luca Mazzanti              | -                    | -                      |
| 2007 | 11.º Emanuele Sella             | -                    | -                      |
| 2008 | 6.º Emanuele Sella              | -                    | -                      |
| 2009 | -                               | -                    | -                      |
| 2010 | 73.º Simone Stortoni            | -                    | -                      |
| 2011 | 60.º Stefano Pirazzi            | -                    | -                      |
| 2012 | 8.º Domenico Pozzovivo          | -                    | -                      |
| 2013 | 43.º Stefano Pirazzi            | -                    | -                      |
| 2014 | 52.º Enrico Battaglin           | -                    | -                      |
| 2015 | 22.º Stefano Pirazzi            | -                    | -                      |
| 2016 | 18.º Stefano Pirazzi            | -                    | -                      |
| 2017 | 95.º Giulio Ciccone             | -                    | -                      |
| 2018 | 40.º Giulio Ciccone             | -                    | -                      |
| 2019 | 57.º Giovanni Carboni           | -                    | -                      |
| 2020 | 51.º Alessandro Tonelli         | -                    | -                      |
| 2021 | 35.º Giovanni Carboni           | -                    | -                      |
| 2022 | 24.º Luca Covili                | -                    | -                      |
| 2023 | 42.º Alessandro Tonelli         | -                    | -                      |
| 2024 | 18.º Luca Covili                | -                    | -                      |
| 2025 | 70.º Luca Covili                | -                    | -                      |

## Material ciclista
El equipo utiliza bicicletas MC (marca de Mario Cipollini).

## Sede
El equipo tiene su sede en Wicklow (Strand Road, Bray Co).

## Clasificaciones UCI
A partir de 1999 y hasta 2004 la UCI estableció una clasificación por equipos divididos en tres categorías (primera, segunda y tercera). La clasificación del equipo fue la siguiente:
| Año  | Categoría | Clasificación por equipos | Mejor corredor             | Posición |
| 1999 | Segunda   | 7.º                       | Niklas Axelsson            | 96.º     |
| 2000 | Segunda   | 15.º                      | Niklas Axelsson            | 156.º    |
| 2001 | Segunda   | 13.º                      | Giuliano Figueras          | 25.º     |
| 2002 | Segunda   | 10.º                      | Julio Alberto Pérez Cuapio | 120.º    |
| 2003 | Segunda   | 5.º                       | Luca Mazzanti              | 108.º    |
| 2004 | Segunda   | 4.º                       | Luca Mazzanti              | 73.º     |

A partir de 2005 la UCI instauró los Circuitos Continentales UCI, donde el equipo está desde que se creó dicha categoría, registrado dentro UCI Europe Tour. Estando en las clasificaciones del UCI Europe Tour Ranking, UCI Asia Tour Ranking y UCI Oceania Tour Ranking. Las clasificaciones del equipo y de su ciclista más destacado son las siguientes:

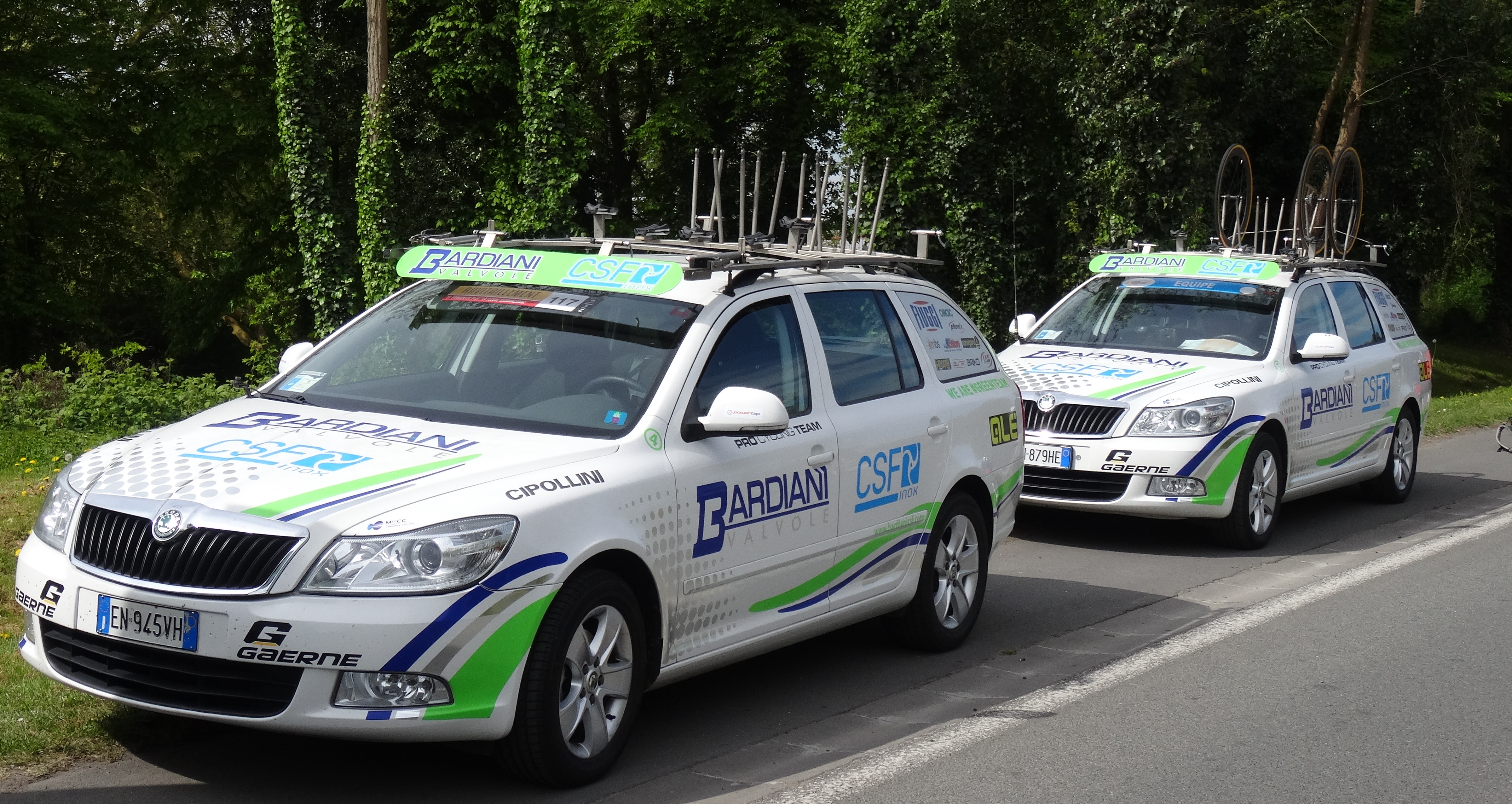
Vehículos del equipo

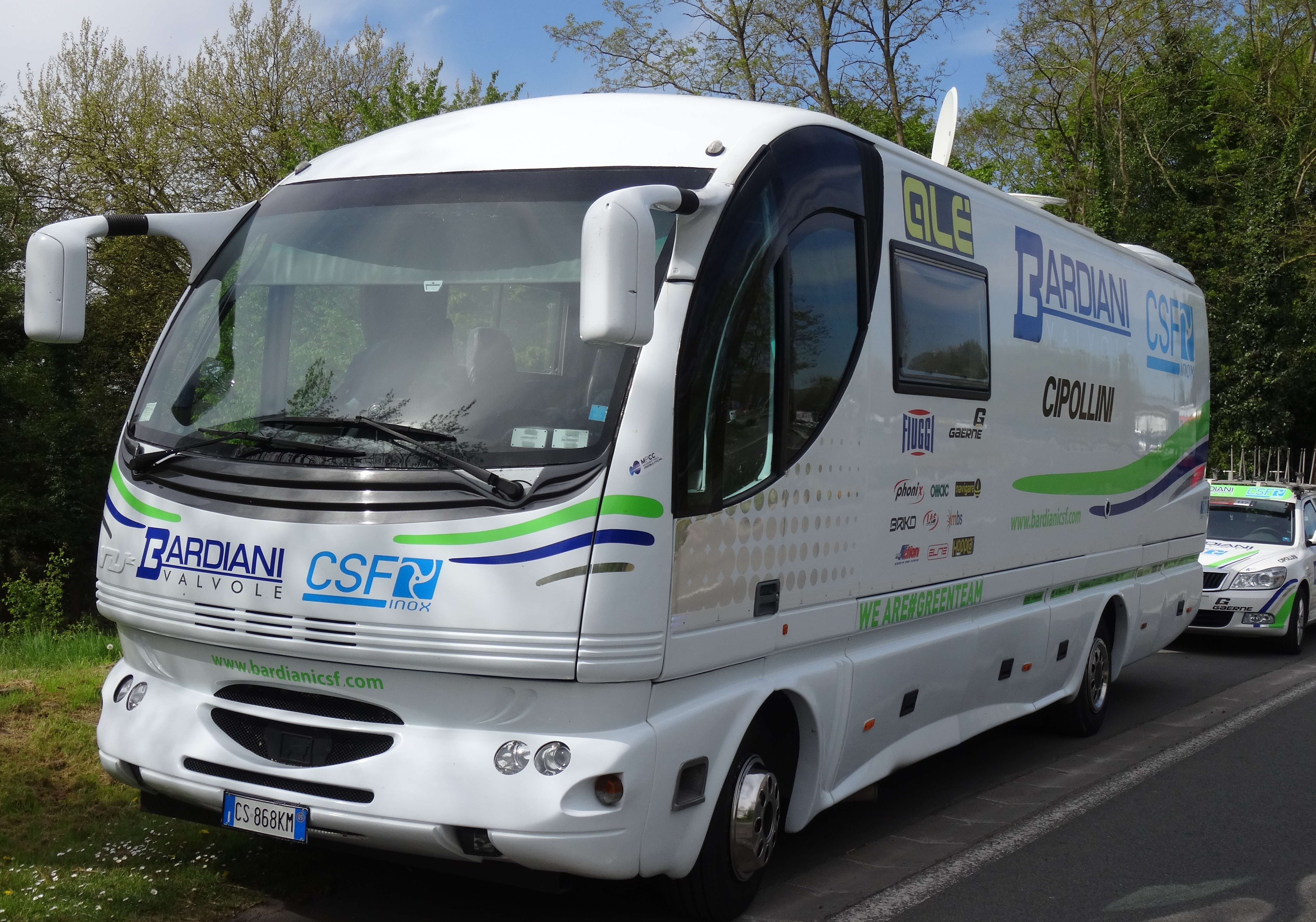
Autobús del Bardiani CSF

### UCI Europe Tour
| UCI Europe Tour | Clasificación por equipos | Mejor corredor      | Posición |
| 2005            | 1.º                       | Luca Mazzanti       | 7.º      |
| 2005-2006       | 6.º                       | Luca Mazzanti       | 5.º      |
| 2006-2007       | 3.º                       | Luca Mazzanti       | 2.º      |
| 2007-2008       | 15.º                      | Maximiliano Richeze | 56.º     |
| 2008-2009       | 18.º                      | Domenico Pozzovivo  | 37.º     |
| 2009-2010       | 7.º                       | Domenico Pozzovivo  | 4.º      |
| 2010-2011       | 3.º                       | Sacha Modolo        | 9.º      |
| 2011-2012       | 11.º                      | Domenico Pozzovivo  | 8.º      |
| 2012-2013       | 12.º                      | Sacha Modolo        | 19.º     |
| 2013-2014       | 6.º                       | Sonny Colbrelli     | 2.º      |
| 2015            | 22.º                      | Sonny Colbrelli     | 11.º     |
| 2016            | 6.º                       | Sonny Colbrelli     | 3.º      |
| 2017            | 66.º                      | Giulio Ciccone      | 318.º    |
| 2018            | 26.º                      | Giulio Ciccone      | 77.º     |
| 2019            | 42.º                      | Lorenzo Rota        | 402.º    |
| 2020            | 33.º                      | Daniel Savini       | 426.º    |
| 2021            | 10.º                      | Filippo Zana        | 113.º    |
| 2022            | 10.º                      | Filippo Zana        | 138.º    |
| 2023            | 6.º                       | Filippo Fiorelli    | 189.º    |

### UCI Asia Tour
| UCI Asia Tour | Clasificación por equipos | Mejor corredor      | Posición |
| 2005          | 5.º                       | Graeme Brown        | 6.º      |
| 2005-2006     | 11.º                      | Maximiliano Richeze | 35.º     |
| 2006-2007     | 13.º                      | Maximiliano Richeze | 16.º     |
| 2007-2008     | 23.º                      | Mauro Richeze       | 51.º     |
| 2008-2009     | 37.º                      | Guillermo Bongiorno | 140.º    |
| 2010-2011     | 17.º                      | Sacha Modolo        | 41.º     |
| 2011-2012     | 30.º                      | Sonny Colbrelli     | 99.º     |
| 2012-2013     | 15.º                      | Sacha Modolo        | 12.º     |
| 2013-2014     | 47.º                      | Sonny Colbrelli     | 133.º    |
| 2015          | 49.º                      | Luca Chirico        | 126.º    |
| 2016          | 60.º                      | Luca Chirico        | 185.º    |
| 2017          | 52.º                      | Enrico Barbin       | 151.º    |
| 2018          | 53.º                      | Andrea Guardini     | 162.º    |

### UCI AmericaTour
| UCI America Tour | Clasificación por equipos | Mejor corredor            | Posición |
| 2005             | 17.º                      | Luis Felipe Laverde       | 79.º     |
| 2008             | 33.º                      | Maximiliano Richeze       | 158.º    |
| 2009             | 37.º                      | Guillermo Rubén Bongiorno | 281.º    |
| 2012             | 47.º                      | Sonny Colbrelli           | 393.º    |
| 2012-2013        | 26.º                      | Sacha Modolo              | 70.º     |
| 2015             | 33.º                      | Sonny Colbrelli           | 139.º    |
| 2017             | 19.º                      | Giulio Ciccone            | 28.º     |

### UCI Oceania Tour
| UCI Oceania Tour | Clasificación por equipos | Mejor corredor  | Posición |
| 2005             | 3.º                       | Paride Grillo   | 5.º      |
| 2005-2006        | 24.º                      | Brett Lancaster | 49.º     |

### UCI Africa Tour
| UCI Africa Tour      | Clasificación por equipos | Mejor corredor  | Posición |
| UCI Africa Tour 2022 | -                         | Henok Mulubrhan | 4.º      |

Tras discrepancias entre la UCI y los organizadores de las Grandes Vueltas, en 2009 se tuvo que refundar el UCI ProTour en una nueva estructura llamada UCI World Ranking, formada por carreras del UCI World Calendar; y a partir del año 2011 uniéndose en la denominación común del UCI WorldTour. El equipo siguió siendo de categoría Profesional Continental pero tuvo derecho a entrar en ese ranking en el año 2010 por adherirse al pasaporte biológico.
| Año  | Clasificación por equipos | Mejor corredor | Posición |
| 2010 | 25.º                      | Sacha Modolo   | 75.º     |

## Palmarés
Para años anteriores, véase Palmarés del VF Group Bardiani-CSF Faizanè.

### Palmarés 2025

#### UCI WorldTour
| Fechas | Carreras | Ganador |

#### UCI ProSeries
| Fechas | Carreras | Ganador |

#### Circuitos Continentales UCI
| Fechas       | Circuito             | Carreras                                             | Ganador         |
| 6 de abril   | UCI Europe Tour 2025 | Trofeo Piva                                          | Filippo Turconi |
| 12 de abril  | UCI Europe Tour 2025 | Giro de la Ciudad Metropolitana de Regio de Calabria | Luca Colnaghi   |
| 6 de julio   | UCI Europe Tour 2025 | Giro del Medio Brenta                                | Filippo Turconi |
| 10 de agosto | UCI Europe Tour 2025 | Gran Premio Sportivi di Poggiana                     | Matteo Scalco   |

#### Campeonatos nacionales
| Fechas | Carreras | Ganador |

## Plantilla
Para años anteriores, véase Plantillas del VF Group Bardiani-CSF Faizanè

### Plantilla 2025
| Nombre                  | Nacimiento | Nacionalidad | Equipo 2024                        |
| Federico Biagini        | 20/06/2003 | Italia       | VF Group Bardiani-CSF Faizanè      |
| Filippo Cettolin        | 23/06/2006 | Italia       | Neo (Borgo Molino Vigna Fiorita)   |
| Luca Colnaghi           | 14/01/1999 | Italia       | VF Group Bardiani-CSF Faizanè      |
| Lorenzo Conforti        | 22/05/2004 | Italia       | VF Group Bardiani-CSF Faizanè      |
| Luca Covili             | 10/02/1997 | Italia       | VF Group Bardiani-CSF Faizanè      |
| Edward Cruz             | 05/07/2006 | Colombia     | Neo (Vangi Sama Ricambi Il Pirata) |
| Santiago Ferraro        | 20/09/2006 | Italia       | Neo (Work Service Team Coratti)    |
| Filippo Fiorelli        | 19/11/1994 | Italia       | VF Group Bardiani-CSF Faizanè      |
| Martín Santiago Herreño | 13/09/2006 | Colombia     | Neo (Team F.lli Giorgi ASD)        |
| Filippo Magli           | 29/04/1999 | Italia       | VF Group Bardiani-CSF Faizanè      |
| Martin Marcellusi       | 05/04/2000 | Italia       | VF Group Bardiani-CSF Faizanè      |
| Alessio Martinelli      | 26/04/2001 | Italia       | VF Group Bardiani-CSF Faizanè      |
| Andrea Montagner        | 15/02/2006 | Italia       | Neo (Borgo Molino Vigna Fiorita)   |
| Luca Paletti            | 05/06/2004 | Italia       | VF Group Bardiani-CSF Faizanè      |
| Alessandro Pinarello    | 12/07/2003 | Italia       | VF Group Bardiani-CSF Faizanè      |
| Mattia Pinazzi          | 04/04/2001 | Italia       | VF Group Bardiani-CSF Faizanè      |
| Vicente Rojas           | 30/04/2002 | Chile        | VF Group Bardiani-CSF Faizanè      |
| Matteo Scalco           | 25/06/2004 | Italia       | VF Group Bardiani-CSF Faizanè      |
| Mattia Stenico          | 26/09/2006 | Italia       | Neo (Team F.lli Giorgi ASD)        |
| Manuele Tarozzi         | 20/06/1998 | Italia       | VF Group Bardiani-CSF Faizanè      |
| Alex Tolio              | 30/03/2000 | Italia       | VF Group Bardiani-CSF Faizanè      |
| Filippo Turconi         | 20/10/2005 | Italia       | VF Group Bardiani-CSF Faizanè      |
| Enrico Zanoncello       | 02/08/1997 | Italia       | VF Group Bardiani-CSF Faizanè      |